# Cyathea hirsuta
Cyathea hirsuta är en ormbunkeart som beskrevs av Presl. Cyathea hirsuta ingår i släktet Cyathea och familjen Cyatheaceae. Inga underarter finns listade.